# Squad (відеогра)
Squad (укр. Загін) — тактичний військовий шутер від першої особи, розроблений канадською студією Offworld Industries за участю ветеранів бойових дій. Він є духовним продовжувачем відзначеної багатьма нагородами модифікації Project Reality для Battlefield 2. У грі представлено кілька ігрових фракцій, включаючи різні повстанські та державні сили. Squad вийшов у дочасному доступі 15 грудня 2015 року, а офіційно вийшов у Steam 23 вересня 2020 року.

## Ігровий процес
Squad — це командний військовий шутер на основі загону, що запозичує свій ігровий процес у попередника Project Reality, де високий рівень колективної роботи, комунікації та координації є вирішальним для успіху. Побудована з нуля у Unreal Engine 4, гра протиставляє команди до 100 гравців один одному на великомасштабних мапах розміром до 16 км², на яких представлено багато різних наземних транспортних засобів, таких як автівки, вантажівки, бронетранспортери, танки, дрони, транспортні гелікоптери, літаки тощо. Гравці визначають, як розгортаються сценарії, за допомогою створення баз і інтерактивного середовища, інтуїтивно зрозумілих інструментів командування загонами та великомасштабних бойових дій, в яких стратегія й лідерство так само важливі, як і влучний постріл.
Поєдинок складається з бою, у якому дві фракції, кожна розділена на менші загони, які можуть мати максимум дев'ять гравців, борються за виконання різних цілей, таких як захоплення тактичних місць, знищення сховищ зброї та виснаження підкріплення противника. Кожна команда складається з індивідуальних класів, вибраних окремими гравцями або за наказом ватажка. Доступні класи включають медиків, інженерів, кулеметників, снайперів, протитанкових спеціалістів, різних типів стрільців та навіть беззбройних. Загін гравців очолює ватажок загону, який може спілкуватися з іншими ватажками команд союзників, будувати вогневі бази і оборонні місця на кшталт стаціонарної зброї та мішків з піском.
У грі є голосовий зв'язок як для тих, хто знаходяться поблизу бійця, так і для членів одного відділення, а також для лідерів відділень однієї команди, що дозволяє скоординувати свої дії на полі бою, тим самим, збільшивши ефективність командної гри. Втім, для зв'язку між командами, а також для окремих випадків, в грі передбачений і текстовий чат, поділений на чат відділення, команди та загальний для зв'язку з командою ворога.
Бій може тривати максимум до 2-х годин, проте в залежності від режиму гри у кожної команди є певні очки. При загибелі кожного бійця в команді втрачається 1 очко. Також очки губляться за втрату контрольної точки, техніки і баз передового розгортання. Заробити ж очки можливо захопивши ворожі контрольні точки. У той момент, коли одна з команд втрачає всі свої очки, вона програє, і гра завершується. У разі ж, якщо по закінченні 2-х годин жодна з команд не встигла розгубити всіх своїх очок, перемагає та команда, у якої залишилося найбільша кількість очок. У іншому випадку оголошується нічия.

## Розробка

### Оголошення
Розробку Squad було оголошено у жовтні 2014 року, коли розробник Project Reality Will Stahl (Sniperdog) виступив з дописом на форумах цієї гри.

### Громадське фінансування
Збір грошей на Kickstarter почався 26 травня 2015 року. За п'ять днів після запуску гра зібрала понад 200 000 доларів.

### Дочасний доступ
Squad був випущений у Steam Early Access 15 грудня 2015 року.

### Вихід
Squad був офіційно випущений у Steam 23 вересня 2020 року.

## Україна у Squad
Україна представлена у грі мапами села Yehorivka та міста Yuzovka. Єгорівка надзвичайно схожа та, ймовірно, заснована на справжньому українському селі Піски (Донецька область, Україна) та навколишньому степу. Озеро розколює Піски так само як і село Єгорівку. Є також аеропорт (Міжнародний аеропорт «Донецьк») неподалік селища Піски, як і аеропорт у південній частині Єгорівки. Єгорівка також має дві головні магістралі, котрі перетинаються на північних ділянках. Це збігається з тим, що Піски мають неподалік незавершену (через російсько-українську війну) магістраль, яка перетинає іншу магістраль. Юзівка - історична назва міста Донецьк.
У грі присутні, українські сервери та спільноти, а також триває розробка модів ЗСУ. У модах “Ескалація на Близькому Сході” та “Глобальна ескалація” представлені українські збройні сили, їхні союзники та вороги.
25 липня 2025 року розробники оголосили, що до кінця року ЗСУ офіційно з'являться в грі як окрема фракція.